# Nepenthes robcantleyi
Nepenthes robcantleyi este o specie de plante carnivore din genul Nepenthes, familia Nepenthaceae, ordinul Caryophyllales, descrisă de Martin Roy Cheek. Conform Catalogue of Life specia Nepenthes robcantleyi nu are subspecii cunoscute.

## Galerie de imagini

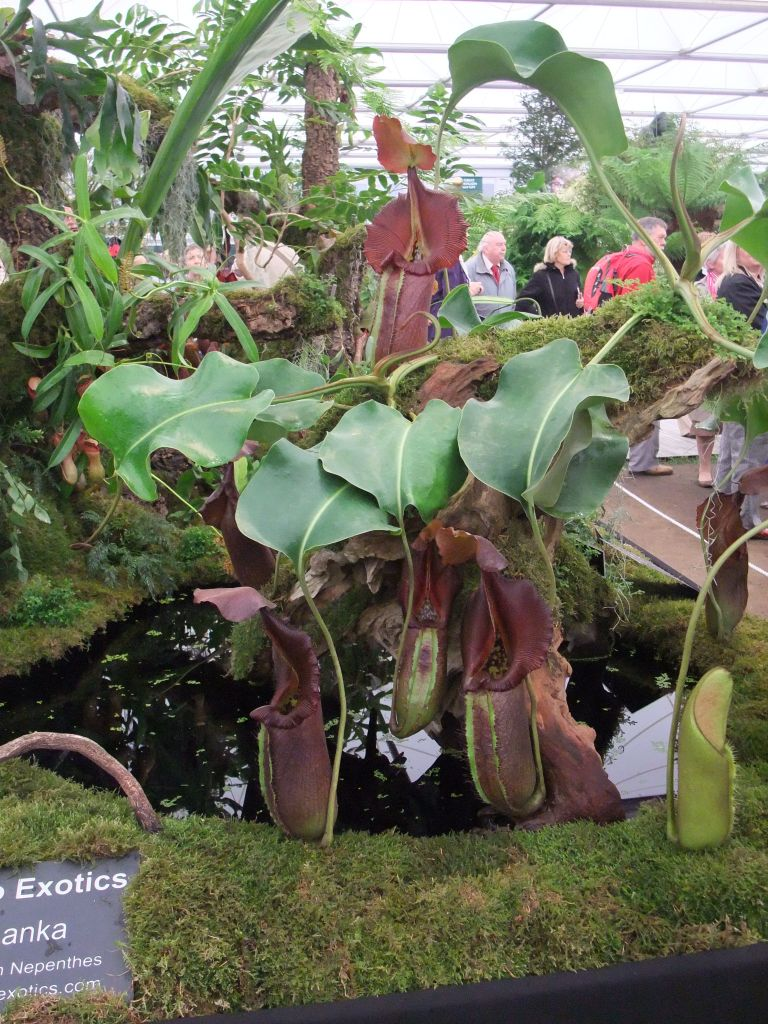
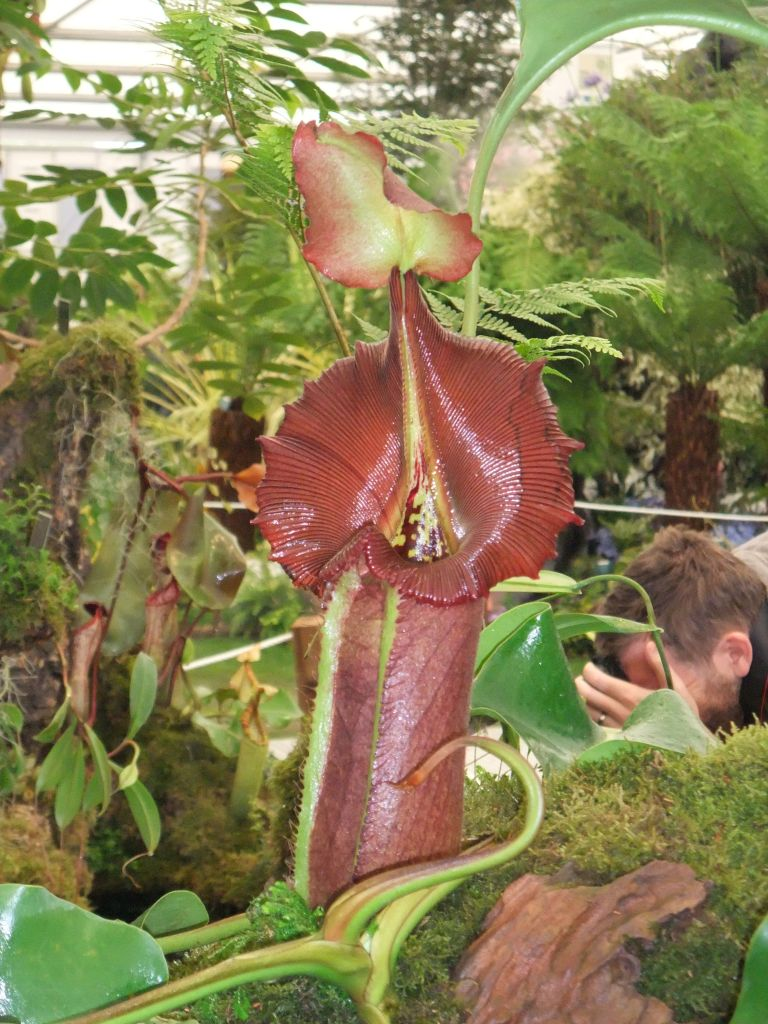
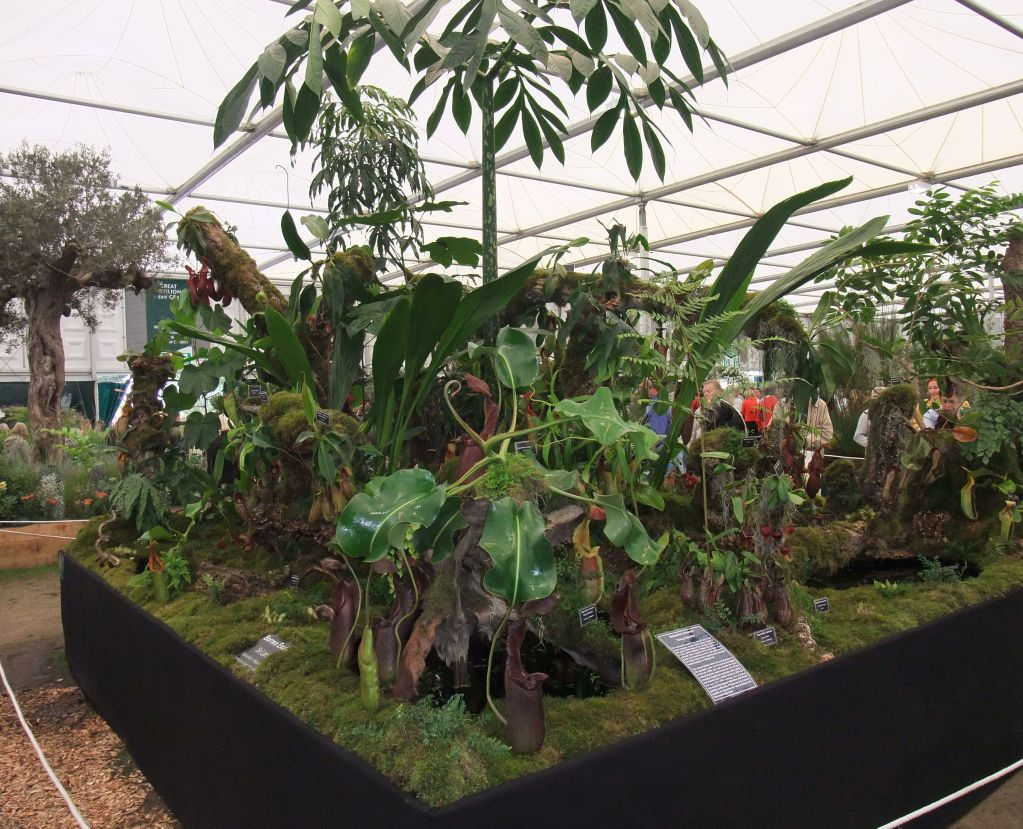
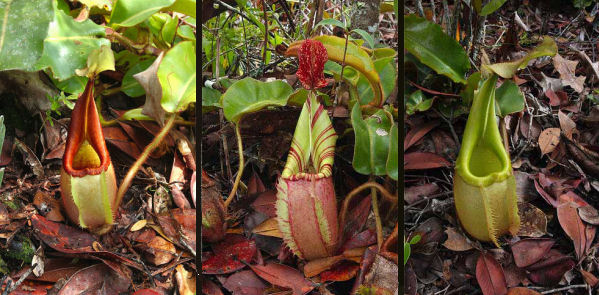